# Cvetana Dekleva
Cvetana Dekleva (in serbo Цветана Деклева?; Subotica, 24 aprile 1963) è un'ex cestista jugoslava.

## Carriera
Con la Jugoslavia ha disputato i Giochi olimpici di Los Angeles 1984, i Campionati mondiali del 1983 e due edizioni dei Campionati europei (1981, 1983).